# Uta Hohn
Uta Hohn (* 22. September 1960 in Letmathe, heute Stadt Iserlohn) ist eine deutsche Geographin und Professorin an der Ruhr-Universität Bochum. Sie wurde 2024 durch die Regierung von Japan mit dem Orden der Aufgehenden Sonne geehrt.

## Leben
Uta Hohn studierte Geographie, Geschichte, Sozialwissenschaften und Pädagogik an der Ruhr-Universität Bochum. Von 1986 bis 1988 war sie wissenschaftliche Mitarbeiterin am Geographischen Institut der RUB. Von 1987 bis 1990 versah sie die gleiche Aufgabe am Institut für Geographie der Gerhard-Mercator-Universität Duisburg, wo sie 1989 zum Dr. phil. promovierte. Von 1990 bis 1998 war sie wissenschaftliche Assistentin am Lehrstuhl von Winfried Flüchter in Duisburg, 1998 habilitierte sie in Duisburg für das Lehrgebiet Humangeographie. Auf der Grundlage des Ende der 1980er Jahre von ihr erworbenen Großen Japanisch-Zertifikats nahm sie von 1993 bis 1994 einen Forschungsaufenthalt an der Hitotsubashi-Universität in Tokio wahr. In den Jahren 1998 bis 2000 arbeitete sie als Hochschuldozentin am Institut für Geographie der Gerhard-Mercator-Universität Duisburg, von 2000 bis 2003 vertrat sie die Universitätsprofessur für das Fach "Geographie und ihre Didaktik – Schwerpunkt Anthropogeographie" am Institut für Geographie und ihre Didaktik der Universität Dortmund.
Seit Oktober 2003 bekleidet Hohn den Lehrstuhl für Wirtschafts- und Sozialgeographie am Geographischen Institut der Ruhr-Universität Bochum. Von Oktober 2005 bis März 2006 war sie Gastprofessorin am Institute of Policy and Planning Sciences der Universität Tsukuba, Japan. Von 2015 bis 2021 war Hohn Prorektorin für Planung und Struktur der Ruhr-Universität Bochum.
Im April 2024 teilte die japanische Regierung mit, dass Hohn in Anerkennung ihrer Bemühungen um den wissenschaftlichen Austausch zwischen Japan und Deutschland der Orden der Aufgehenden Sonne in der Klasse Goldene Strahlen am Halsband (entspricht der Klasse Kommandeur) verliehen wird.

## Werke
- Die Zerstörung deutscher Städte im Zweiten Weltkrieg. Regionale Unterschiede in der Bilanz der Wohnungstotalschäden. Dortmunder Vertrieb für Bau- und Planungsarbeiten, Dortmund, 1991, ISBN 3-924352-43-7 (zugl. Dissertation, Universität Duisburg)
- The Bombers´ Baedeker-target book for strategic bombing in the Economic Warfare against German Towns 1943-45. In: Geojournal, Vol. 34, Nr. 2 / Oktober 1994
- Stadtplanung in Japan. Geschichte, Recht, Praxis, Theorie. Dortmunder Vertrieb für Bau- und Planungsarbeiten, Dortmund 2000, ISBN 3-929797-67-4 (zugl. Habilitation, Universität Duisburg)